# Gregory Helms
Gregory Shane Helms (* 12. Juli 1974 in Smithfield, North Carolina) ist ein US-amerikanischer Wrestler. Bekannt wurde er unter anderem mit dem Gimmick-Namen The Hurricane bei World Wrestling Entertainment.

## Karriere

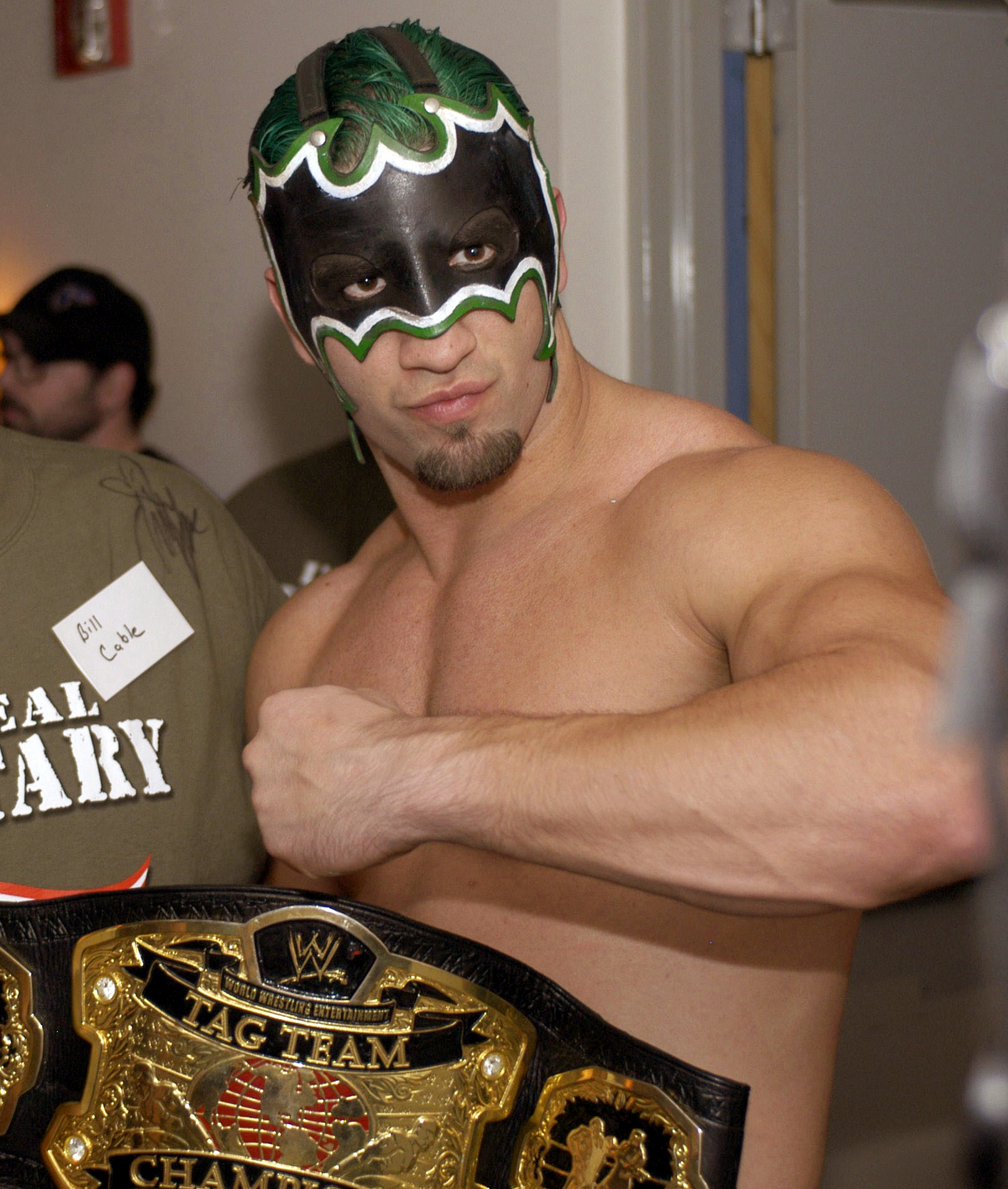
Helms als The Hurricane und World Tag Team Champion

### Independent-Ligen und WCW
Helms begann seine Karriere 1994 und war zunächst erfolgreich in vielen Independent-Ligen aktiv. Er freundete sich mit den Hardy Boyz und Shannon Moore an und ging mit letzterem zusammen zu World Championship Wrestling. Hier wurde er Mitglied von Three Count, einem Comedy-Tag Team, welches eine Parodie auf eine damals sehr populäre Boy Group war und aus ihm, Moore und Evan Karagias bestand. Zum ersten Mal traten die drei bei Thunder am 23. Dezember 1999 auf.
Beim Superbrawl 2000 besiegten die drei Norman Smiley in einem Handicap Match. Am 28. Februar besiegte Three Count Brian Knobbs und wurden dadurch WCW Hardcore Champion(s). Am 1. November 2000 zerstritten sie sich während eines Matches gegen die Jung Dragons und das Team wurde aufgelöst. Helms konnte durch seine wrestlerischen Leistungen überzeugen und bekam einen Singles-Push, der ihm zum Gewinn des WCW Cruiserweight Championship verhalf.

### World Wrestling Federation (WWE)
Nachdem die WCW im März 2001 durch die damalige World Wrestling Federation (heute WWE) übernommen worden war, war auch Helms dort tätig und bekam dort das sehr beliebte Gimmick des Comichelden Hurricane Helms (später nur noch The Hurricane). Im August gewann er den European Championship und verlor ihn im Oktober wieder.
Anschließend war Helms im Team mit Lance Storm zu sehen, sie bekamen Chancen auf die WCW World Tag Team Championship, die sich jedoch nicht nutzen konnten. 2000 ließ man ihn den WWF Hardcore Championship gewinnen, welchen er aber schon nach wenigen Minuten aufgrund der 24/7-Regel wieder verlor. Nachdem die WWF sich in WWE umbenannte und in zwei Shows aufgeteilt hatte, Raw und SmackDown, war Helms in letzterer aktiv. Hier gewann er den WWE Cruiserweight Championship und wurde Ende des Jahres zu Raw geschickt.
Bei Raw ließ man Helms im Team mit Kane im September 2002 die World Tag Team Championships gewinnen, bis sie ihn im Oktober wieder abgeben mussten. Ende 2003 bildete man ein Tag Team mit ihm und Rosey, der ebenfalls einen Comichelden verkörperte. Im Mai 2005 gewannen sie die Tag Team Championships. Im Oktober ging Helms überraschend auf Rosey los, legte seine Maske ab und wurde zu Gregory Helms. Bis zum Ende des Jahres 2005 war er allerdings nur in der B-Show Heat aktiv, obwohl ihm ein Push versprochen wurde.
Beim Royal Rumble 2006 gewann Helms überraschend den WWE Cruiserweight Championship und wechselte zu Smackdown. Er verletzte sich kurze Zeit später und musste einige Wochen pausieren, kam aber früher als erwartet zurück. Nach der längesten Regentschaft als Cruiserweight Champion in der WWE, verlor Helms den Titel nach über einem Jahr an Chavo Guerrero in einem Cruiserweight Invitational Match beim WWE No Way Out PPV.
Danach pausierte Helms aufgrund eines Halswirbelbruches. Am 31. August 2007 erschien sein Name auf einer Liste von Wrestlern, die Dopingmittel bezogen haben sollen. Da er zu diesem Zeitpunkt verletzt war, wurde er nicht wie üblich für 30 Tage suspendiert, sondern musste auf ein Monatsgehalt verzichten. Am 5. Dezember bei der Smackdown Ausgabe gab Helms sein Comeback mit einem Sieg gegen MVP. Anschließend startete er eine Fehde mit dem United States Champion Shelton Benjamin.
Am 16. April 2009 ließ man ihn im Rahmen der WWE Draft zu ECW wechseln, wo er im August 2009 wieder sein The Hurricane-Gimmick aufgriff. Zeitgleich kehrte er auch als Interviewer zurück. Dabei fehdete Helms gegen Paul Burchill und Katie Lea, die beweisen wollten, dass Gregory Helms The Hurricane ist. Danach fehdete er gegen Zack Ryder. Nachdem WWE NXT die ECW ersetzte, wurde Helms am 26. Februar 2010 von der WWE entlassen. Beim Royal Rumble Match 2018 kam er zurück, wurde aber nach kurzer Zeit von John Cena eliminiert.

### Independent-Rückkehr
Seit der Entlassung tritt Helms bei Independent-Ligen auf: z. B. World Wrestling Stars, Canadian Wrestling's Elite oder Lucha Libre USA.

### Total Nonstop Action Wrestling (TNA)
Im März 2015 unterzeichnete er bei der Promotion Total Nonstop Action Wrestling einen Vertrag und arbeitete als Agent hinter den Kulissen.
Am 4. Oktober 2015 beim PPV Bound for Glory gab er unter seinem bürgerlichen Namen Gregory Shane Helms sein Ring-Debüt für TNA, als er dem damaligen TNA X Division Champion Tigre Uno zu seiner erfolgreichen Titelverteidigung gratulierte. Am 2. Februar 2016 bei Impact-Wrestling-Ausgabe, welche am 9. Januar 2016 aufgezeichnet wurde, verhalf er seinem Schützling Trevor Lee zum Gewinn der TNA X Division Championship, nachdem er gegen Tigre Uno eingriff. Nach einigen Tagen präsentierte er auch Andrew Everett als seinen Schützling. Zusammen mit Trevor Lee und Andrew Everett bildet er das Stable  The Helms Dynasty.

## Sonstiges
Sein Hurricane Gimmick hat er dem Comic Green Lantern zu verdanken, dessen Fan er ist. Passend dazu hat er sich dessen Symbol auf den rechten Oberarm tätowieren lassen.
Am 6. Mai 2011 wurde bekannt, dass sich Helms und seine Freundin Karen bei einem Motorradunfall schwer verletzten. Helms erlitt Frakturen an Beinen, Knöcheln sowie der Nase. Außerdem war sein Kiefer ausgerenkt und er musste mit 200 Stichen genäht werden. Seine Freundin erlitt einen Nackenbruch. Beide schwebten aber nicht in Lebensgefahr.

## Championtitel und Auszeichnungen
- World Wrestling Entertainment:
  - 2× WWE Cruiserweight Champion
  - 2× World Tag Team Champion (je 1× mit Kane und Rosey)
  - 1× WWE European Champion
  - 1× WWE Hardcore Champion
- World Championship Wrestling:
  - 1× WCW Cruiserweight Champion
  - 1× WCW Hardcore Champion (zusammen mit Evan Karagias und Shannon Moore)
- Andere Titel:
  - 2× CCW Light Heavyweight Champion
  - 2× CCWA Light Heavyweight Champion
  - 1× EAW Cruiserweight Champion
  - 1× NAPW Light Heavyweight Champion
  - 1× NDW Light Heavyweight Champion
  - 1× NDW Tag-Team Champion (mit Mike Maverick)
  - 1× NWA Wildside Tag-Team Champion (mit Shannon Moore)
  - 2× OPW Tag-Team Champion (mit Mike Maverick)
  - 1× SCW Champion
  - 1× SCW Tag-Team Champion (mit Mike Maverick)
  - 1× SEWA Light Heavyweight Champion
  - 1× SWA Light Heavyweight Champion
  - 1× TCW Texas Tag Team Champion (mit Lenny Lane)
  - 1× WWO Light Heavyweight Champion